# Майрон, Вики
Вики Майрон (англ. Vicki Myron; род. 1947) — американская писательница.
Вики Майрон родилась и росла на ферме к югу от города Монета англ. Moneta в Айове, который в настоящее время не существует.
Вики окончила среднюю школу Хартли Айова и переехала в Манкейто, Миннесота, где она работала, вышла замуж, родила дочь и поступила в колледж. У Вики есть степень бакалавра.
С начала 1980-х годов работала сначала библиотекарем, затем, в 1987 году, Вики Майрон назначена директором библиотеки в Спенсере, Айова и проработала в этой должности более 25 лет. В 2007 году ушла с работы, чтобы стать писателем.
В 2008 году выпустила книгу «Дьюи. Кот из библиотеки, который потряс весь мир», а в 2010 году «Девять жизней Дьюи. Наследники кота из библиотеки, который потряс весь мир».